# Today, I consider myself the luckiest man on the face of the earth.
"Today, I consider myself the luckiest man on the face of the earth." ("Ngày hôm nay, tôi tự coi mình là người may mắn nhất trên Trái Đất này.") là câu nói nổi tiếng của Lou Gehrig trong diễn văn từ giã sự nghiệp của ông đọc tại Sân vận động Yankee, thành phố New York, Mỹ ngày 4 tháng 7 năm 1939. Câu nói này sau đó đã được lặp lại trong bộ phim tiểu sử làm về cuộc đời ông, The Pride of the Yankees (1942), với Gary Cooper vào vai Lou Gehrig. Câu thoại này đã được bình chọn ở vị trí 38 trong Danh sách 100 câu thoại đáng nhớ trong phim của Viện phim Mỹ.

## Bối cảnh
Ngày 4 tháng 7 năm 1939, sau một thời gian chịu đựng căn bệnh xơ cứng cơ bên (Amyotrophic lateral sclerosis, sau còn gọi là Bệnh Lou Gehrig), Lou Gehrig, huyền thoại bóng chày của đội New York Yankees, buộc phải chính thức chia tay sân đấu. Buổi lễ chia tay của ông được tổ chức tại Sân vận động Yankees chật cứng 61.808 khán giả đến để tạm biệt Gehrig. Sau khi đích thân thị trưởng New York Fiorello LaGuardia, quản lý đội Yankees Joe McCarthy đọc diễn văn ca ngợi, Lou được trao tặng một cúp lưu niệm bạc nhỏ trên đó có chữ ký của toàn đội Yankees và một bài thơ của John Kieran, nhà báo của tờ The New York Times. Tiếp đó, một huyền thoại bóng chày khác là Babe Ruth đã giới thiệu Gehrig đọc bài diễn văn chia tay người hâm mộ nổi tiếng:
Fans, for the past two weeks you have been reading about a bad break. Today, I consider myself the luckiest man on the face of the earth. I have been in ballparks for seventeen years and have never received anything but kindness and encouragement from you fans.

Look at these grand men. Which of you wouldn’t consider it the highlight of his career just to associate with them for even one day? Sure I’m lucky. Who wouldn’t consider it an honor to have known Jacob Ruppert? Also, the builder of baseball’s greatest empire, Ed Barrow? To have spent six years with that wonderful little fellow, Miller Huggins? Then to have spent the next nine years with that outstanding leader, that smart student of psychology, the best manager in baseball today, Joe McCarthy? Sure, I'm lucky.

When the New York Giants, a team you would give your right arm to beat, and vice versa, sends you a gift — that’s something. When everybody down to the groundskeepers and those boys in white coats remember you with trophies — that’s something. When you have a wonderful mother-in-law who takes sides with you in squabbles with her own daughter — that's something. When you have a father and a mother who work all their lives so that you can have an education and build your body — it's a blessing. When you have a wife who has been a tower of strength and shown more courage than you dreamed existed - that's the finest I know.

So I close in saying that I might have been given a bad break, but I've got an awful lot to live for. Thank you.
Sau khi Gehrig kết thúc bài diễn văn, đám đông khán giả đã đứng cả dậy và vỗ tay trong gần 2 phút, còn bản thân Lou thì bật khóc. Babe Ruth tới ôm lấy ông trong khi cả đội Yankees đồng thanh "I Love You Truly" ("Tôi yêu quý anh") còn đám đông thì la lớn "We love you, Lou" ("Chúng tôi yêu quý anh, Lou"), thời khắc này đã được The New York Times mô tả như là một trong những khoảnh khắc cảm động nhất trong lịch sử bóng chày. 2 năm sau khi từ giã sự nghiệp, Lou qua đời ở tuổi 37 ngày 2 tháng 6 năm 1941.

## Khác biệt giữa diễn văn và phim
Trong bộ phim The Pride of the Yankees (1942), Gary Cooper là người vào vai Lou Gehrig. Cảnh chia tay được lặp lại tương tự như buổi lễ diễn ra 3 năm trước đó, và câu nói đáng nhớ của Gehrig cũng được lặp lại, tuy nhiên đoạn diễn văn có thay đổi nội dung và "Today, I consider myself the luckiest man on the face of the earth." được chuyển xuống cuối cùng:
| “ | "I have been walking onto ball fields for sixteen years, and I've never received anything but kindness and encouragement from you fans. I have had the great honor to have played with these great veteran ballplayers on my left - Murderers Row, our championship team of 1927. I have had the further honor of living with and playing with these men on my right - the Bronx Bombers, the Yankees of today. "I have been given fame and undeserved praise by the boys up there behind the wire in the press box, my friends, the sportswriters. I have worked under the two greatest mangers of all time, Miller Huggins and Joe McCarthy. "I have a mother and father who fought to give me health and a solid background in my youth. I have a wife, a companion for life, who has shown me more courage than I ever knew. "People all say that I've had a bad break. But today...today I consider myself the luckiest man on the face of the earth." | ” |

Tạm dịch:
| “ | "Tôi đã bước trên những sân bóng này được 16 năm, và tôi luôn nhận được sự động viên và lòng tốt từ các bạn, những người hâm mộ. Tôi đã có vinh dự lớn lao được chơi cùng các cựu binh vĩ đại ở bên trái đây - Murderers Row, đội hình vô địch năm 1927 của chúng tôi. Tôi lại tiếp tục có vinh dự được sống và chơi bóng cùng những chàng trai ở bên tay phải đây - the Bronx Bombers, những chàng trai Yankee của hôm nay. "Tôi đã trở nên nổi tiếng và được vinh danh quá mức bởi các cậu chàng ngồi trong khu báo chí kia, những người bạn của tôi, các nhà báo thể thao. Tôi đã được làm việc dưới sự chỉ đạo của hai người quản lý vĩ đại nhất mọi thời, Miller Huggins và Joe McCarthy. "Tôi có một người mẹ và một người cha đã chiến đấu để cho tôi sức khỏe và một nền tảng vững chắc cho tuổi trẻ của tôi. Tôi có một người vợ, một người bạn đời, người đã truyền cho tôi sự can đảm lớn lao. "Mọi người đều đã nói tôi có một cuộc chia tay buồn. Nhưng ngày hôm nay... hôm nay tôi tự coi mình là người may mắn nhất trên Trái Đất này." | ” |

Câu thoại này đã được bình chọn ở vị trí 38 trong Danh sách 100 câu thoại đáng nhớ trong phim của Viện phim Mỹ.